# 12 Victoria
För andra betydelser, se Victoria.

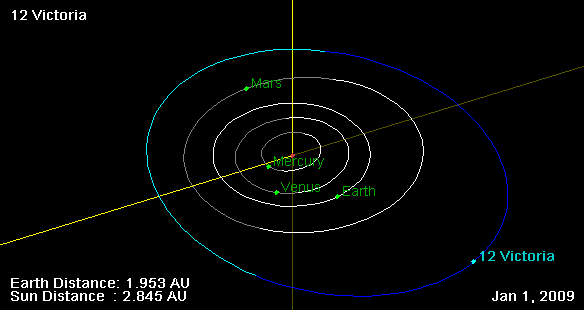
Diagram över omloppsbanan från JPL, NASA

12 Victoria är en stor asteroid. 12 Victoria var den tolfte asteroiden som upptäcktes; detta gjordes av den brittiske astronomen John Russell Hind den 13 september 1850. Victoria namngavs efter den romerska segergudinnan, men också för att hedra drottning Victoria av Storbritannien.
Den tillhör asteroidgruppen Klio.
12 Victoria består troligtvis av stensilikater och nickel-järn. Man har observerat ockultationer av stjärnor flera gånger.

## Måne?
Observationer gjorda 1980 av E. Hege med flera tydde på att Victoria var en dubbelasteroid, men Radarobservationer gjorda 1995 av D. Mitchell m.fl. antyder istället att asteroiden har en oregelbunden form.